# Брайтхаупт, Тим
Тим Брайтхаупт (нем. Tim Breithaupt; род. 7 февраля 2002, Оффенбург) — немецкий футболист, полузащитник клуба «Аугсбург», выступающий на правах аренды за «Кайзерслаутерн».

## Клубная карьера
Брайпхаупт — воспитанник клубов «Несселрид», «Оффенбург», «Фрайбург» и «Карлсруэ». 2 января 2021 года в матче против «Вюрцбургер Киккерс» он дебютировал во Второй Бундеслиге в составе последних. 20 августа 2022 года в поединке против «Яна» Тим забил свой первый гол за «Карлсруэ». Летом 2023 года Брайпхаупт перешёл в «Аугсбург». Сумма трансфера составила 2,5 млн. евро. В матче против мёнхенгладбахской «Боруссии» он дебютировал в Бундеслиге.